# Pilar Volpini Reyes
María del Pilar Volpini Reyes (Madrid, 1955) conocida como Pilar Volpini Reyes es una arquitecta y Directora ejecutiva española reconocida por su experiencia en Rehabilitación Arquitectónica y Urbana. Cofundadora del estudio Anaya Arquitectos en 1980, un estudio con sedes en Madrid, La Coruña, Tánger y Nuremberg.

## Trayectoria
Volpini estudió arquitectura en la Escuela Técnica Superior de Arquitectura de Madrid (ETSAM) y se graduó en 1980 por la Universidad Politécnica de Madrid. 
Volpini funda en 1980 junto a Jesús Anaya Díaz el estudio de arquitectura Anaya Arquitectos, uno de los estudios españoles que tiene más reconocimiento a nivel nacional e internacional por sus trabajos en rehabilitación de centros históricos, de edificios históricos así como de entornos urbanos consolidados. En sus proyectos integran la construcción tradicional con materiales y sistemas constructivos de nuevas tecnologías. Por sus trabajos en el campo de la restauración, destacar los premios conseguidos en 1992, el premio COAM, y en 1995 el premio GASLE. En los años 1993 y 1994 estuvieron nominados en la Bienal de Arquitectura de Venecia. También en el ámbito de la rehabilitación de arquitectura protegida han conseguido el premio Asprima en 2005 y en 2012.
Destacar los concursos internacionales en los que han logrado el primer premio, como la Villa Thyssen (Madrid) en 1987 o la rehabilitación en 2003 del Goethe-Institut (Madrid). Además en Marruecos, han sido premiados por sus proyectos urbanos y residenciales, un complejo de 4.500 apartamentos e infraestructuras urbanas en Tánger desarrollado en 2006, y una ciudad de 60 000 habitantes en Marrakech en 2009.
Volpini junto a dos compañeros arquitectos, Jesús Anaya Díaz y Cristina Nebot López, son autores del proyecto de rehabilitación del Molino de Mareas del Pozo do Cachón en La Coruña, un ámbito de casi una Hectárea y media con una presa de 219 metros de longitud en cuyo centro tiene el edificio del molino, construido en la primera mitad del siglo XIX y con datos del siglo XVII. Dado el valor histórico artístico del edificio se plantea su recuperación con un nuevo uso cultural para el Concejo de Muros. La rehabilitación respeta la arquitectura propia del Molino hidráulico a la vez que introducen materiales actuales, el vidrio y la madera. Además se tiene en cuenta la relación del edificio con el paisaje exterior, las pasarelas y puentes junto al mar, en contraste con el bosque cuyo paseo nos permite descubrir las instalaciones que esconde, como campos de juegos o un anfiteatro.
Volpini ejerce como arquitecta profesional, colegiada en el Colegio Oficial de Arquitectos de Madrid, con trabajos de arquitectura, urbanismo y además como ejecutiva directora del estudio. El estudio tiene sedes actualmente en Madrid, La Coruña, Tánger y Nuremberg, y está reconocido con los premios en concursos internacionales que además de premiar el proyecto premiaron la ejecución de obras, como las realizadas en Marruecos, o el Paseo Marítimo de Esteiro (Muros) en 2012.

## Obras seleccionadas
- 1985-1994 Centro Histórico de Muros, Restauración Molino de Mareas del Pozo do Cachón, premiada por el Consejo de Galicia.[4]
- 2003 Restauración del Goethe-Institut, Madrid.
- 2009 Ciudad para 60 000 habitantes. Marrakech (Marruecos).
- 2012 Paseo Marítimo de Esteiro (Muros).

### Artículos
- 1994 Rehabilitación del Molino de Mareas del Pozo do Cachón. La Coruña. "GASLE" (n. 3); pp. 64-69. ISSN 1134-508X. en colaboración con Jesús Anaya Díaz y Cristina Nebot López.[7]

## Reconocimientos
- 2016 Insignia Plata COAM. Colegiada 9328.[6]